# HAWK (luchtdoelraket)

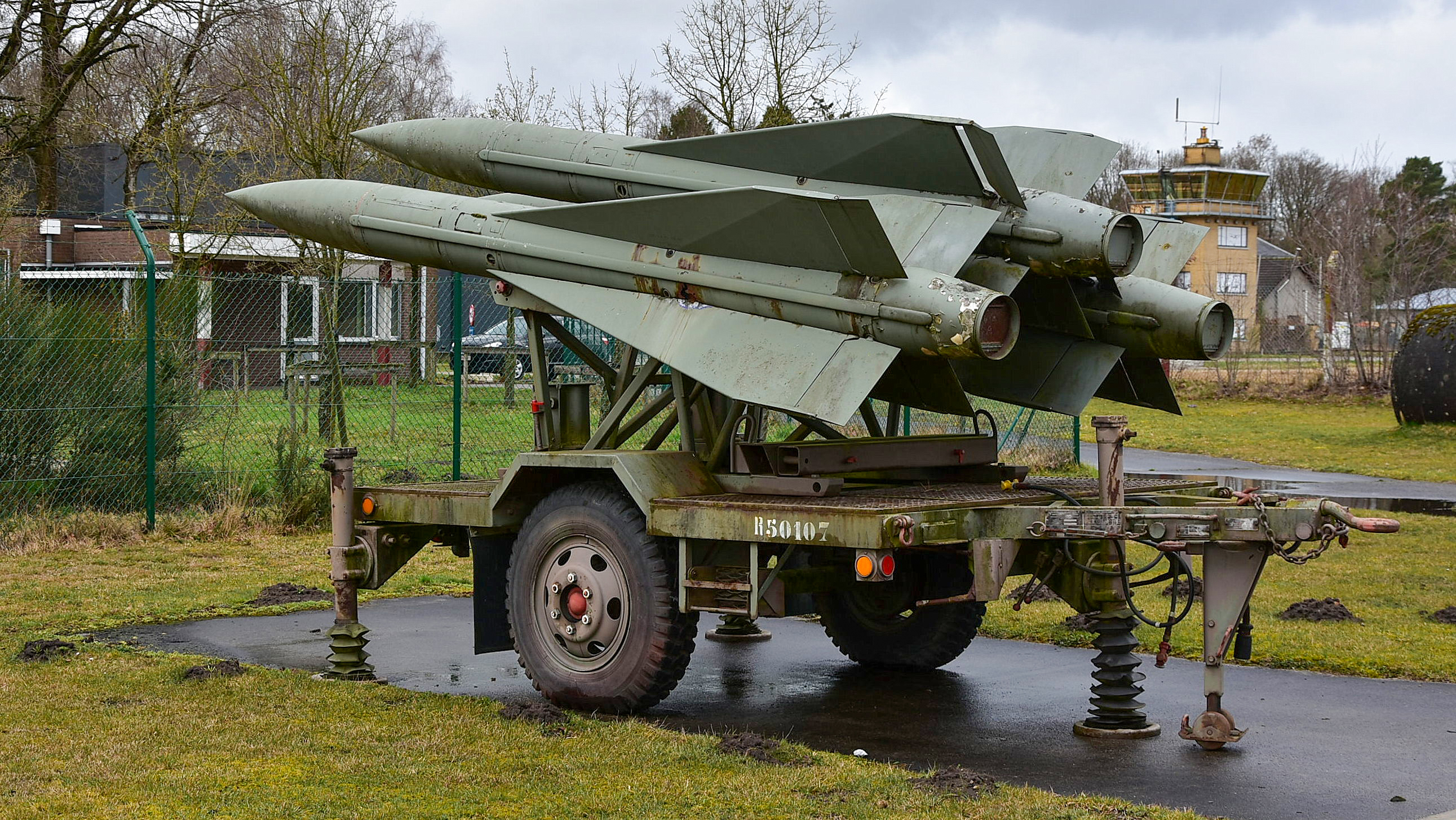
HAWK in het Site Gunfire Brasschaat-museum

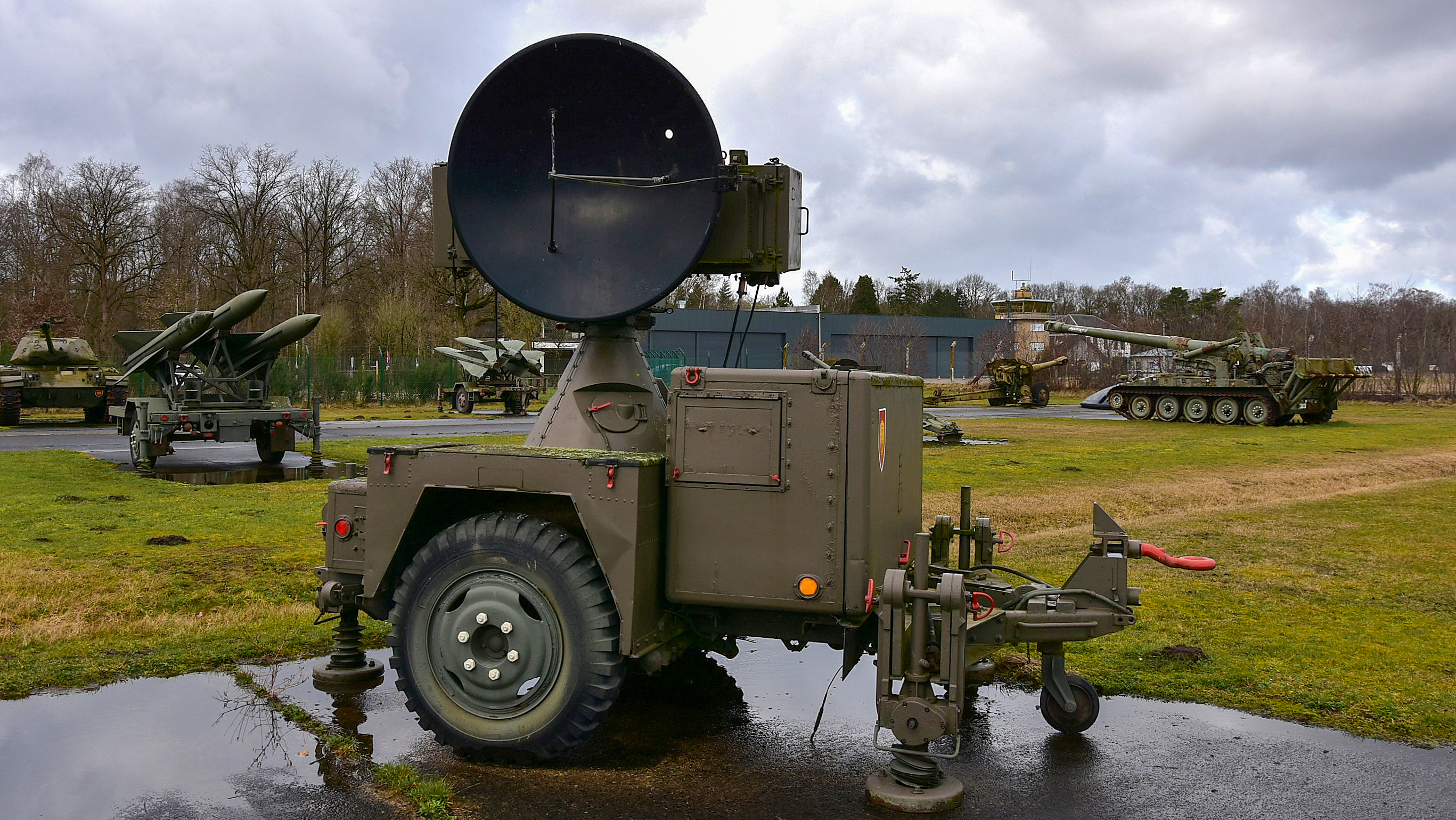
ROR (Range Only Radar) doelvolger voor een HAWK

De Raytheon MIM-23 HAWK is een luchtafweersysteem van Amerikaanse makelij en werd gebruikt om vanaf de grond snelvliegende luchtdoelen te bestrijden. Het systeem behoort tot de klasse van de zogenaamde SAM-raketten (Surface-to-Air Missile). HAWK is het acroniem voor Homing All the Way Killer. 
Van 1963 tot 1994 heeft men HAWK-eenheden gestationeerd in de NAVO-verdedigingsgordel die zich uitstrekte van Noorwegen, via Denemarken en Duitsland, naar Italië en Turkije. Het HAWK-systeem werd voornamelijk gebruikt tegen luchtdoelen op de lage tot middelgrote hoogte. Het diende als aanvulling op de Nike Hercules luchtdoelraket voor aanvallen van doelen op grote hoogte. Na de uitfasering van de Nike Hercules in 1988, fungeerde het HAWK-systeem naast het Patriot wapensysteem. In 2004 werd het HAWK-systeem in België en Nederland uitgefaseerd.
Zover bekend hebben Europese HAWK-eenheden nooit een raket tijdens een oorlogstoestand gelanceerd. Traditioneel oefende men het lanceren op het eiland Kreta, waar een NAVO-oefengebied NAMFI was gevestigd.

## HAWK in Nederlandse dienst

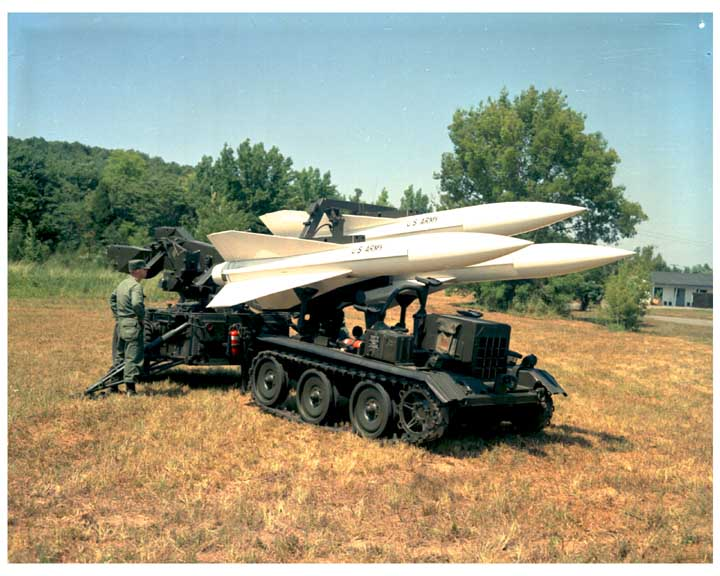
Een HAWK-batterij: een laadvoertuig (loader) op rupsbanden laadt de lanceeraffuit (launcher) met drie HAWK-raketten

Bij de Nederlandse strijdkrachten maakte het HAWK-wapen deel uit van de Koninklijke Luchtmacht en werd ingedeeld in een zogenoemde Groep Geleide Wapens (afgekort tot GGW). 
In Nedersaksen en Noordrijn-Westfalen werden drie Geleide Wapen-groepen gestationeerd: 
- 3 GGW te Blomberg met 4 squadrons:
  - 324 Squadron te Laatzen
  - 326 Squadron te Velmerstot; tussen 1987-1990 op de site van het Belgische 43A-HAWK bataljon te Willebadessen; in 1990 overgeschakeld op Patriot
  - 327 Squadron te Dörentrup-Schwelentrup; op 1 juli 1975 verplaatst naar Rinteln-Goldbeck; in 1988 vervangen door vijf Patriot-lanceeraffuiten.
  - 328 Squadron te Schwalenberg

- 4 GGW te Hessisch Oldendorf met eveneens vier squadrons . v/a 1965 eerst onderkomen in een oude suikerfabriek aan de Weser in verband met te late oplevering Basiskamp. Voor die tijd geopereerd vanuit Blomberg. v/a 1-10-1963 ( oprichting ).1965 gestationeerd in Hessisch Oldendorf  .(4 GGW is op 1 juli 1975 opgeheven):
  - 420 Squadron te Barsinghausen, (gedeactiveerd 1 juli 1970, opheffing 1 juli 1975).
  - 421 Squadron te Bad Münder vanaf 1 december 1972 Barsinghausen, op 1 juli 1975 opgeheven
  - 422 Squadron te Rinteln-Goldbeck. Op 1 juli 1975 fuseerde 422 Squadron met 327 Squadron samen tot het nieuwe 327 Squadron met als basis eveneens Goldbeck
  - 423 Squadron te Büddenstedt-Reinsdorf; Op 1 juli 1975 hernoemd tot 503 Squadron en ingedeeld bij 5 GGW

- 5 GGW te Stolzenau met 4 squadrons:
  - 500 Squadron te Borstel (nabij Linsburg)
  - 501 Squadron te Winzlar
  - 502 Squadron te Hoysinghausen; in 1988 vervangen door vijf Patriot-lauchers.
  - 503 Sqn gepland te Steyerberg, maar werd vervangen door site van 423 Squadron te Reinsdorf; in 1988 vervangen door vijf Patriot-lauchers.

Na bezuinigingen op defensie werd 4 GGW in 1975 opgeheven en het materiaal verdeeld over de Nederlandse vliegvelden ten behoeve van vliegveldverdediging naast het Bofors 40L70 luchtdoelgeschut en de Stinger Manpads. Het geheel werd aangestuurd vanuit het Flycatcher radarsysteem. 
HAWK-batterijen op Nederlands grondgebied:

Vanaf 1994 werden de HAWK raketsystemen in een nieuwe GGW gestationeerd op vliegbasis De Peel:
- GGW De Peel met squadrons uit de in 1994/1995 opgeheven 3 GGW en 5 GGW:
  - 801 Sqn, voortzetting van 326 Sqn en 500 Sqn
  - 802 Sqn, voortzetting van 328 Sqn en 502 Sqn
  - 803 Sqn, voortzetting van 327 Sqn en 501 Sqn
  - 804 Sqn, voortzetting van 324 Sqn en 503 Sqn

- Verdediging van de militaire luchthavens:
De luchtverdedigingseenheden beschikten over een eenheid ter grootte van een Assault Firing Unit (AFU). Deze AFU's beschikten slechts over de uitrusting van een halve batterij (dus niet vergelijkbaar met de volledige Patriot/HAWK combinatie van de geleidewapen groepen). Vanaf 1996 waren er AFU's aanwezig op de volgende vliegvelden:
  - 119 Sqn te Leeuwarden: AFU met drie lanceeraffuiten
  - 121 Sqn te Gilze-Rijen: AFU met drie lanceeraffuiten
  - 221 Sqn te Soesterberg: AFU met drie lanceeraffuiten
  - 222 Sqn te Twenthe: AFU met drie lanceeraffuiten
  - 420 Squadron te Volkel: AFU met drie lanceeraffuiten
  - 421 Squadron te De Peel: AFU met drie lanceeraffuiten
  - 422 Squadron te  Vliegbasis Eindhoven: AFU met drie lanceeraffuiten nr1 Sqn volgens NAVO

De enige Nederlandse operationele HAWK-inzet was in 1991 in Turkije waar ze tijdens de Golfoorlog het Turkse luchtruim en de stad Diyarbakır tegen luchtaanvallen beschermden, dit in het kader van de NAVO samenwerking met Turkije. 
Het HAWK-systeem werd in Nederland definitief opgegeven in 2004. De acht HAWK PIP III-systemen van GGW De Peel werden in december 2004 aan Roemenië verkocht.

## HAWK in Belgische dienst

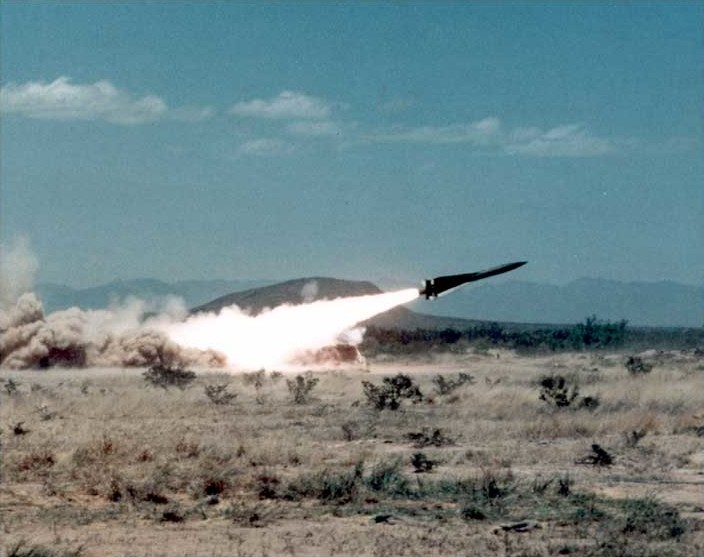
Lancering van een HAWK-raket op Kreta

In België werden de HAWK-eenheden ingeschakeld in de luchtdoelartillerie als onderdeel van de Landmacht. In de Bondsrepubliek waren tussen 1966 en 1995 twee bataljons actief: 
- 43A artilleriebataljon, te Brakel
  - BOC-site te Brakel-Rheder
  - Alfa te Beverungen-Tietelsen
  - Bravo te Bosseborn
  - Charlie te Willebadessen; tussen 1986 en 1990 is de site tijdelijk overgenomen door het Nederlandse 326 Squadron
  - Delta te Bad Driburg

- 62A artilleriebataljon, te Marsberg-Essentho en Korbach
  - BOC-site te Essentho (gemeente Marsberg)
  - Alfa te Flechtdorf nabij Korbach (site later overgenomen door de Duitse 3. FlaRakGruppe 38)
  - Bravo te Freienhagen-Heitzelberg (site later overgenomen door de Duitse 1. FlaRakGruppe 38)
  - Charlie te Oesdorf (gemeente Marsberg)
  - Delta te Diemelstadt-Rhoden, nabij Marsberg (site later overgenomen door de Duitse 4. FlaRakGruppe 38).

Op Belgisch grondgebied:
- Het opleidingscentrum HAWK, uitgerust met het materieel van twee batterijen, bevond zich te Lombardsijde.
- Verdediging van de luchthavens: zes HAWK-batterijen.

## Samenstelling van een HAWK-eenheid

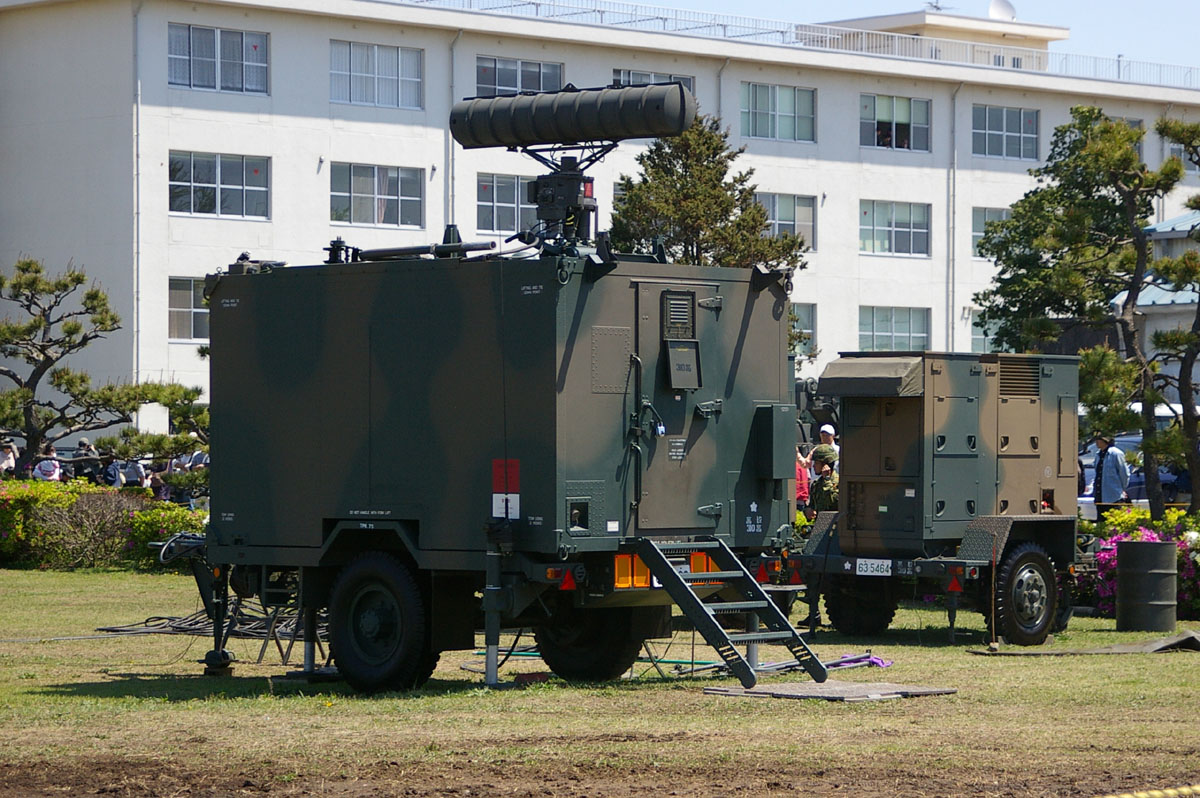
de PCP van

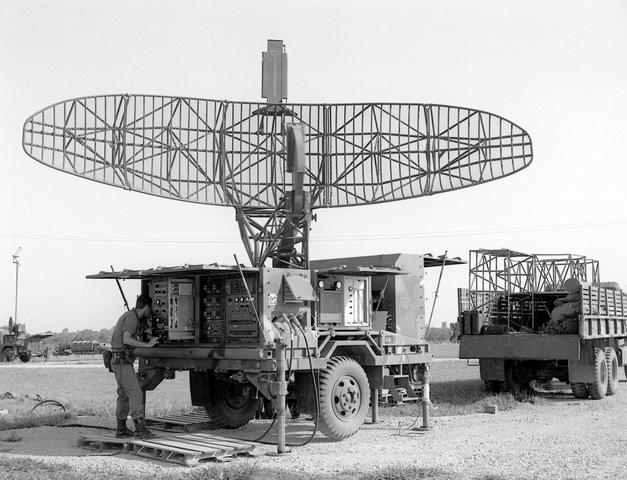
de PAR rondzoekradar

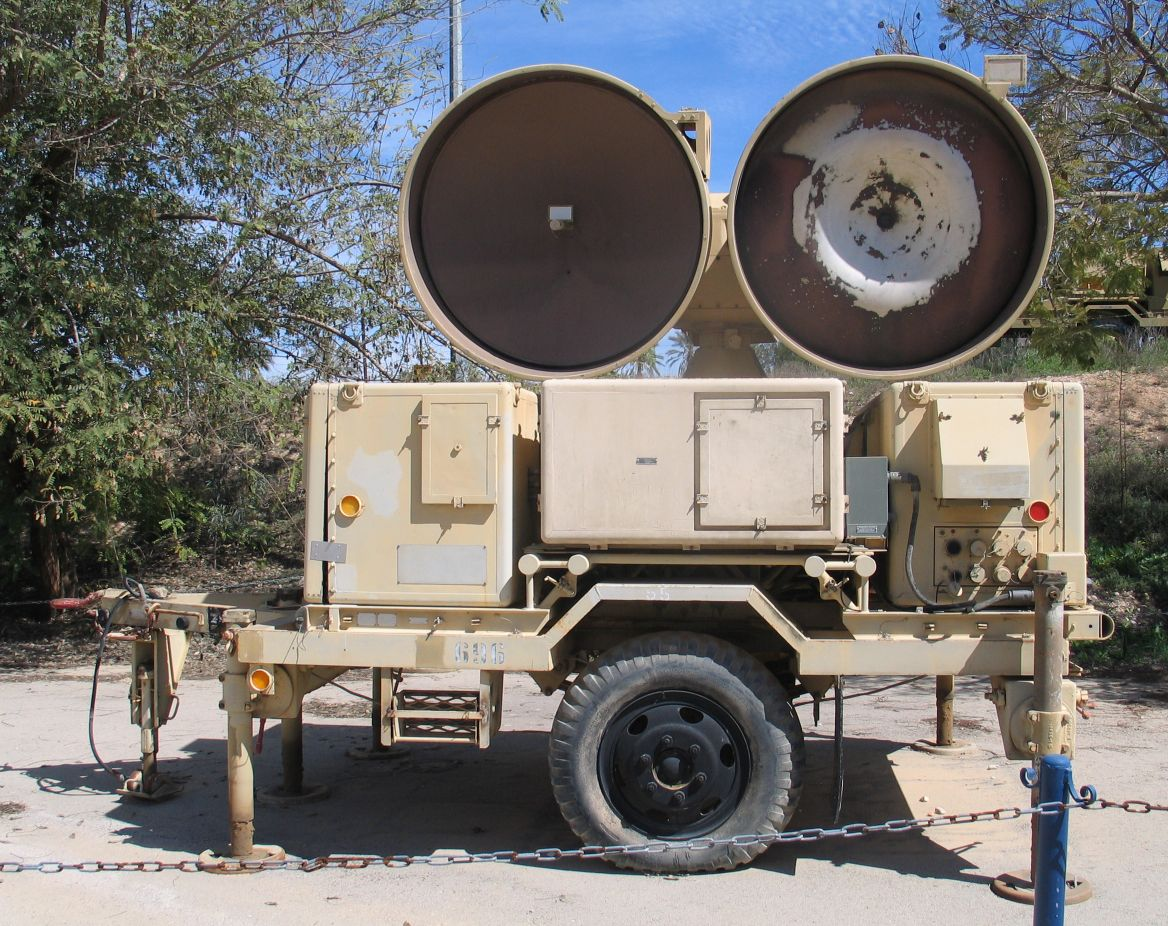
HIPIR doelvolger

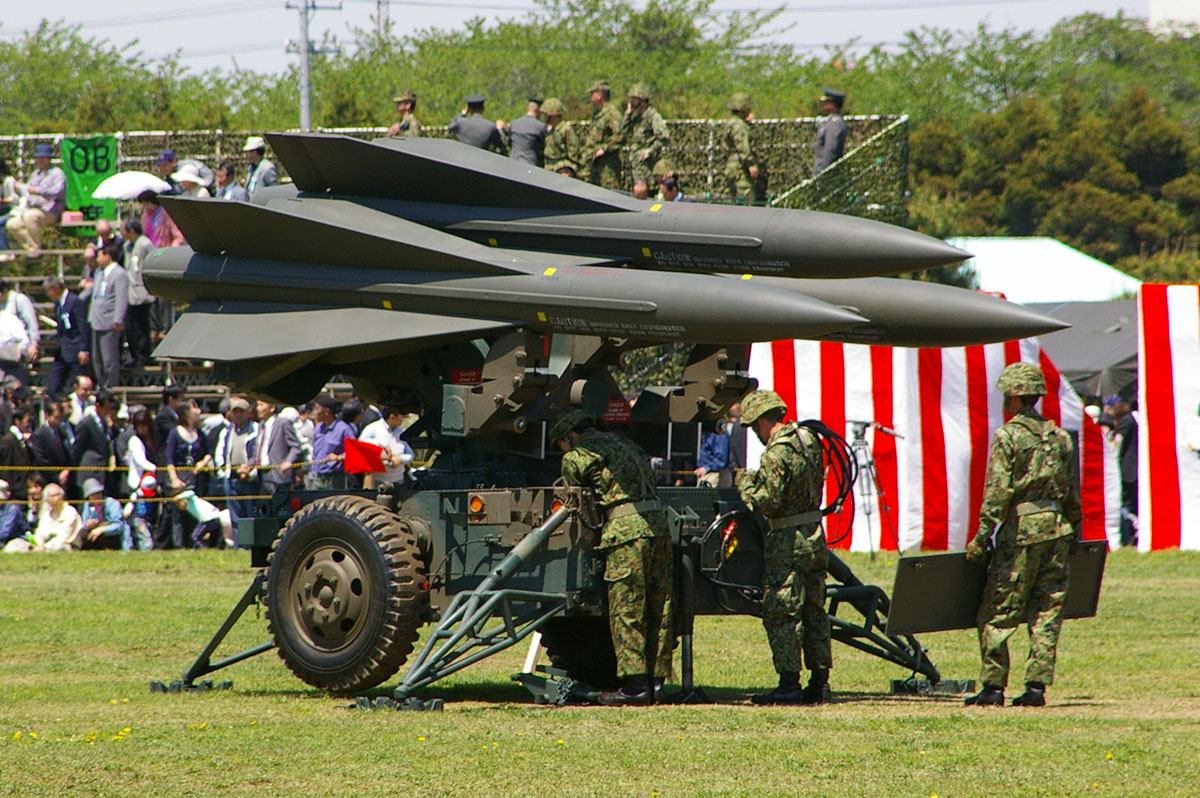
Improved Hawk op lanceeraffuit

De vuurleiding van een HAWK-bataljon gebeurt vanuit het Batallion Operations Centre (BOC) dat verantwoordelijk is voor zijn eigen luchtverdedigingssector. 
Aan het BOC (vuurcoördinatiecentrum, en bij sommige gebruikers uitgerust met een langeafstandsradar) zijn drie of vier circa 10 à 20 km rondom verspreid opgestelde lanceerbatterijen gekoppeld. 
Een batterij bestaat uit de componenten:
- Vuurleiding:
  - Een BCC (Battery Control Centre) met een ICC (Information Coordination Centre) of een PCP (Platoon Command Post)

- Opsporingsradars:
  - Een PAR (Pulse Acquisition Radar): voor het opsporen van luchtdoelen op lange afstand (tot 125 km).
  - Een CWAR (Continous Wave Acquisition Radar): voor het opsporen van luchtdoelen op lage hoogte en voor het bepalen van hun snelheid.

- Doelvolgradars:
  - Twee HIPIR (High-Power Illumination Radar): een nauwkeurige hoogvermogen radar die richtinformatie verzorgt aan de vuurleiding.
  - Een ROR (Range Only Radar): radar die de afstand van een luchtdoel bepaalt en die alleen gebruikt wordt bij storing door vijandelijke tegenmaatregelen (ECM: electronic counter measures).

Elke HIPIR radar stuurt via de Launcher Section Control Box (LSCB) 3 launchers aan, die elk voorzien zijn van drie HAWK-raketten. 
Bij verplaatsingen kan een HAWK batterij worden gesplitst in twee aparte vuureenheden, waarvan de ene dan bestaat uit de BCC en ICC, de PAR en ROR en één HIPIR met 3 launchers. Deze configuratie het 'Battery Minus'. De andere helft, de Assault Fire Unit (AFU), bestaat uit de PCP, de CWAR, de andere HIPIR met eveneens 3 launchers
Een raket (missile) heeft een bereik van maximaal 15 kilometer hoogte en 35 kilometer reikwijdte. Tijdens de vlucht blijft de raket het doel volgen aan de hand van door het doel gereflecteerde signaal van de HIPIR. Als de raket het doel mist, defragmenteert de bommantel bij de explosie, zodat toch nog schade aan het gemiste doel kan worden aangebracht.
Daarnaast zijn bij de eenheid diverse logistieke onderdelen toegevoegd zoals transport, generatoren ter voorziening van de benodigde krachtstroom voor de eenheid en onderhoud om de eenheid in een oorlogssituatie geheel self-supporting te maken. De militairen van een eenheid worden ingezet voor de rondomverdediging, communicatie en logistiek.

## Locaties op Google Maps

### Nederland
- Hoofdkwartier 3 GGW in de Klüter-kazerne te Blomberg
  - 324 Squadron: Aerzen-Laatzen
  - 326 Squadron: Velmerstot
  - 327 Squadron: Goldbeck
  - 328 Squadron: Schwalenberg
- Sites van 4GGW:
  - 420
  - 421 Squadron: Bad Münder
  - 422
  - 423
- Hoofdkwartier 5 GGW in de kazerne te Stolzenau
  - 500 Squadron: Borstel
  - 501 Squadron: Winzlar
  - 502 Squadron: Hoysinghausen
  - 503 Squadron: Reinsdorf

### België en Duitsland
- Hoofdkwartier 43A artilleriebataljon in de Wm Maenhoutkazerne te Brakel
  - BOC-site 43A: Brakel-Rheder
  - Batterij Alfa 43A: Tietelsen-Beverungen
  - Batterij Bravo 43A: Bosseborn
  - Batterij Charlie 43A: Willebadessen
  - Batterij Delta 43A: Bad Driburg
- Hoofdkwartier 62A artilleriebataljon in de Jonet-kazerne te Marsberg-Essentho en de Kapitein Claes-kazerne te Korbach
  - BOC-site 62A: Essentho (Marsberg-Essentho)
  - Batterij Alfa 62A: Flechtdorf (Auf dem Gelben Stücken) nabij Korbach
  - Batterij Bravo 62A: Freienhagen-Heitzelberg (Heitzelberg)
  - Batterij Charlie 62A: Oesdorf (Marsberg-Essentho)
  - Batterij Delta 62A: Diemelstadt-Rhoden (Auf dem Quast) nabij Marsberg-Essentho